# كارل روبرت براون
كارل روبرت براون (بالإنجليزية: Carl Robert Brown)‏ هو قاتل جماعي ‏ أمريكي، ولد في 26 نوفمبر 1930 في شيكاغو في الولايات المتحدة، وتوفي في 20 أغسطس 1982 في ميامي في الولايات المتحدة.